# Lilla Hamnholmen, Helsingfors
Lilla Hamnholmen (finska: Pikku Satamasaari) är en ö i Finland.   Den ligger i kommunen Helsingfors i den ekonomiska regionen  Helsingfors  och landskapet Nyland, i den södra delen av landet, 10 km öster om huvudstaden Helsingfors.
Terrängen på Lilla Hamnholmen är varierad.